# دیوید فوستر
دیوید فوستر (انگلیسی: David Fuster؛ زادهٔ ۳ فوریهٔ ۱۹۸۲) بازیکن فوتبال اهل اسپانیا است.
از باشگاه‌هایی که در آن بازی کرده‌است می‌توان به باشگاه فوتبال الچه، باشگاه فوتبال ویارئال، و باشگاه فوتبال المپیاکوس اشاره کرد.